# Józef Piłsudski

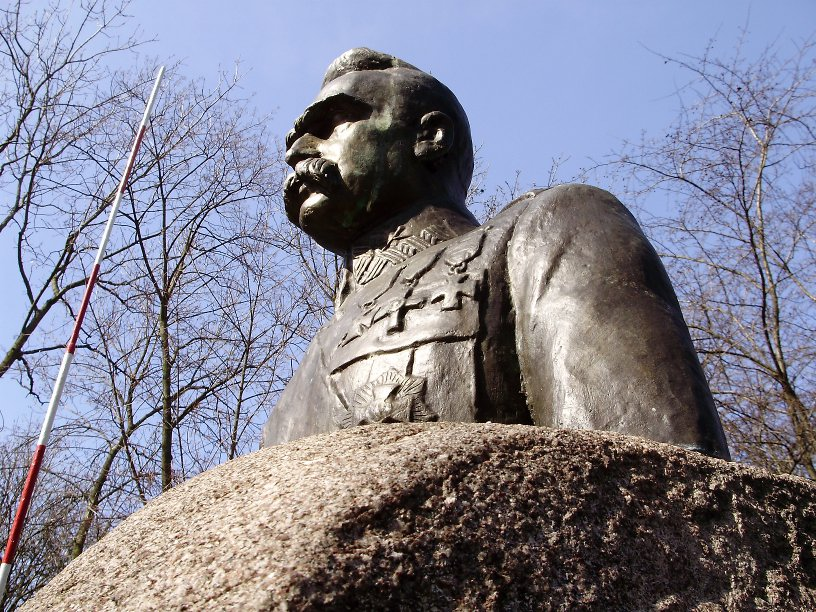
Minnesmärke av skulptören Józef Gosławski över Piłsudski i Turek (Wielkopolska).

Józef Klemens Piłsudski, född 5 december 1867 i Zułowo i guvernementet Vilna i kejsardömet Ryssland, död 12 maj 1935 i Warszawa, var Polens första statschef. Han var först fältmarskalk och kommendant för Polska legionerna och senare statsministern efter statens utropande, 1918–1922 samt 1926–1935.
Från mitten av första världskriget hade han ett stort inflytande på Polens politik och var en viktig person på den europeiska politiska scenen. Det var Józef Piłsudski som mest bidrog till skapandet av den Andra polska republiken år 1918, 123 år efter att landet hade blivit övertaget av Ryssland, Österrike och Preussen.

## Biografi

### Uppväxt och tidig karriär
Józef Piłsudski föddes nära Vilnius i dåtida ryska guvernementet Vilna, i ett polskt nationalmedvetet hem. Enligt sägnen föddes han omgiven av ryska bajonetter, då soldater, som misstänkte en verkande polsknationalistisk konspirationscell i det belysta sovrummet i familjens herrgård, rusade in, bara för att bevittna Piłsudskis födelse. Han var sedan ungdomen polsk självständighetsivrare och relegerades 1886 från universitetet i Charkiv där han läste medicin. Han förvisades till Sibirien på fem år 1887, felaktigt anklagad för inblandning i mordplanen på tsar Alexander III. Hans äldre bror Bronislav som var vän med Lenins bror Aleksander Uljanov dömdes till 15 års sibiriskt straffarbete för inblandning i samma attentat. När Jozef Piłsudski återvände var han 1892 en av grundarna av det polska socialdemokratiska partiet, en grupp som företrädde polska nationalism och självständighetssträvan kombinerad med socialism. 1894 grundade han tidningen Robotnik ("Arbetaren"), som trycktes i ett hemligt tryckeri i Łódź. 1900 greps han men lyckades fly genom att simulera sinnessjukdom. Han flydde till Kraków i Galizien som då tillhörde Österrike-Ungern. Därifrån försökte han vid flera tillfällen organisera upprorsrörelser i ryska Polen. Bland annat kontaktade han under rysk-japanska kriget den japanska regeringen i det syftet, med planer att av tillfångnatagna polacker från den ryska armén skapa en polsk legion under japansk fana. Från 1905 företog hans stridsgrupper i Österrike gerillaräder in i Polen.

### Första världskriget
För att bryta loss Polen ur Rysslands grepp samarbetade Piłsudski med Tyskland och Österrike-Ungern. Med sina fristyrkor som kärna bildade Piłsudski Polska legionerna – som mest 30.000 man – som han ledde i strid på österrikarnas sida i första världskriget, och redan 6 augusti 1914 ryckte han med sina trupper in i Polen. Han utmärkte sig vid flera tillfällen under striderna. Efterhand kom han dock i ett spänt förhållande till Centralmakternas ledning, som enligt Piłsudski inte ville unna det från ryskt välde befriade Polen verklig oavhängighet. Piłsudski nedlade därför sitt befäl i juli 1916 men var dock under början av 1917 krigsminister i den provisoriska regering som fungerade i Warszawa under den tysk-österrikiska ockupationens tid. 22 juli 1917 blev dock Piłsudski som motsatte sig de polska truppernas fullständiga införlivande med centralmaktsarméerna arresterad och hölls sedan internerad i Magdeburg.

### Självständigheten
8 november 1918 släpptes Piłsudski från sitt fängelse i samband med den allmänna amnestin i samband med den tyska novemberrevolutionen och återvände till Warszawa där han 11 november utsågs till överbefälhavare. Han förhandlade fram de tyska truppernas återtåg. Som den obestridde polske ledaren utsågs han 22 november till riksföreståndare. Han bildade en koalitionsregering som snabbt genomförde ett antal reformer som åttatimmarsdagen, kvinnlig rösträtt och fri skolgång. Som statschef distanserade han sig snabbt från sina gamla socialistkamrater. Han ska ha sagt till dem: Jag tog socialismens röda spårvagn till stationen Självständighet, men där kliver jag av. Eftersom Polen varit uppdelat mellan tre kejsardömen var det naturligtvis stora svårigheter att smälta samman de olika samhällssystemen. En annan viktig fråga var Polens gränser. Västgränsen bestämdes i Versaillesfreden där Poznan, huvuddelen av Västpreussen och en del av Oberschlesien erövrades från Tyskland. Söderut stadfästes återkomsten av Galizien i freden i Saint Germain. Österut var situationen ovissare. Det fanns nya stater som Litauen och Ukraina, samt det kommunistiska Ryssland.
1919 anföll Polen Ryssland i syfte att återställa gränserna från 1700-talet och bilda ett "Stor-Polen", ett krig som idag benämns som det polsk-sovjetiska kriget 1919–1921. Piłsudskis trupper var i början segerrika och trängde långt in i Ukraina. Piłsudski gjordes till fältmarskalk i mars 1920. Röda armén tryckte därefter tillbaka de polska trupperna till Warszawa. I slaget vid Warszawa 1920 slogs de ryska styrkorna tillbaka, och polackerna gick på offensiven igen. 21 mars 1921 slöts freden i Riga som gav Polen stora områden i öster – och stora minoritetsgrupper.
Han avgick som statschef 1922, inför det första presidentvalet men kom att fortsätta utöva ett mycket stort inflytande över den polska politiken ända till sin död. Piłsudski återvände till makten efter en statskupp 12–14 maj 1926 med stöd av vänstern, inklusive kommunisterna, då dessa partier fruktade att nationalisterna skulle utföra en statskupp, som hade som mål att förhindra att extremhögern grep makten, samt ett upplevt utrikespolitiskt hot genom det militära och ekonomiska samarbetet mellan Polens fiendestater Tyskland och Sovjetunionen med avtal i Rapallo 1926 och icke-angreppspakt i april 1926. De socialistiska järnvägsarbetarna hjälpte honom genom att lamslå järnvägskommunikationerna vilket hindrade regeringens förstärkningar från att nå Warszawa. För Polen innebar Piłsudskis statskupp ett införande av en speciell form av diktatur under de kommande tretton åren (den s.k. Sanacja-regeringen (sanacja betyder sundhet) 1926-1939), där parlamentet, politiska partier, opposition och fackföreningar fortsatte att verka. Diktaturen har beskrivits både som "auktoritär ... med ett icke-kommunistiskt men i övrigt oklart politiskt program" och som "med lätt fascistiska övertoner men utan att vara formaliserad som i fascistiska stater". Sanacja-regeringen kom snart på kollisionskurs med inte bara polska nationalister, utan även center-vänster partierna, upproriska bönder, kommunister och ukrainska separatister, varvid militärerna fick dominerande roll i de civila departementen. Särskilda tillägg i konstitutionen inskränkte parlamentets makt och vid ett tillfälle skickade Piłsudski nittio beväpnade officerare till parlamentet, som svar på en förestående misstroendeförklaring.
1930 hade den dittills delade oppositionen börjat bilda en koalition. Piłsudski svarade med att upplösa parlamentet och arrestera tjugo av parlamentsledamöterna. Elva av dem dömdes till flera års fängelse i ett militärt fängelse i Brest och några, inklusive förre premiärministern Wincenty Witos, gick istället i exil. Även ett antal mindre kända aktivister blev arresterade, och mer än ett dussin människor dödades i kampanjen som följde. Politiska motståndare behandlades brutalt och 1934 började regeringen fängsla personer utan att de först dömts av en domstol. Dessa fångar hamnade i ett nyupprättat fångläger i Bereza Kartuska i nuvarande Vitryssland.
Sanacja-perioden under Piłsudski stabiliserade polsk ekonomi 1926-1927, men trots deflatorisk politik dränerade den stora depressionen under 1930-talet den polska ekonomin. I och med att Piłsudski och sanacja-regimen skapade en modern stat blomstrade kulturlivet inom bland annat litteratur och konst, men likväl efterlämnade han ett Polen som var outvecklat ekonomiskt. Landet var pluralistiskt och Piłsudskis regim var också motståndare till växande antisemitiska strömningar inom Polen.